# Kitty Kielland
 Kitty Lange Kielland   (Stavanger, 1843. október 8. – Kristiania, 1914. október 1.) norvég tájképfestő.

## Élete
A város egyik legrégibb kereskedő családjában született. Öccse, Alexander később író lett. Ifjú korukban kölcsönösen hatottak egymás művészi fejlődésére. Kittyt húszéves korában térdsérülés kényszerítette tolókocsiba, a rajzolás és festés jelentett számára örömöt, és festő akart lenni. Hans Gude 1872-ben látogatást tett a Kielland családnál, látta Kitty festményeit. A szülők nem örültek lányuk elhatározásának, de öccse támogatta.
1873-ban harmincévesen utazott Karlsruhéba, és Gude magántanítványa lett, mert a nők még nem részesülhettek nyilvános oktatásban. Gude realizmusa mélyen befolyásolta stílusát. 1875 és 1878 között Münchenben élt, és a norvég művésztelep tagja lett. A német tájképfestő Hermann Baisch és Eilif Peterssen tanították.
A hetvenes években nyaranta ellátogatott a szülővárosához közeli Jærenbe. Szerette ezt az egyhangú, ingoványos tájat, a dagadólápok, a lomha vízfolyások kedvenc témái tájképeinek. Kitty szépséget látott a komor vidékben, melyet a norvég festők addig elkerültek.
1879-ben Párizsba utazott. Ogna látképe, Jæren című festményét kiállították a párizsi Salonon. Ez volt első nyilvános szereplése. A képen érződik még Gude realizmusa.
1879-ben a Julian Akadémia növendéke volt. Néhány évig Léon Germain Pelouse tanította Cernay-la-Ville-ben és Bretagne-ban, 1883-ban, 1886-ban és 1887-ben a Colarossi Akadémiára járt festeni.
1889-ben végleg visszatért hazájába, Kristianiában élt. Bjørnstjerne Bjørnsonnal baráti kapcsolatban állt. Alapító tagja volt a Nők jogaiért küzdő norvég társulásnak és nyilvános vitákban állt ki a nők jogaiért.

## Galéria

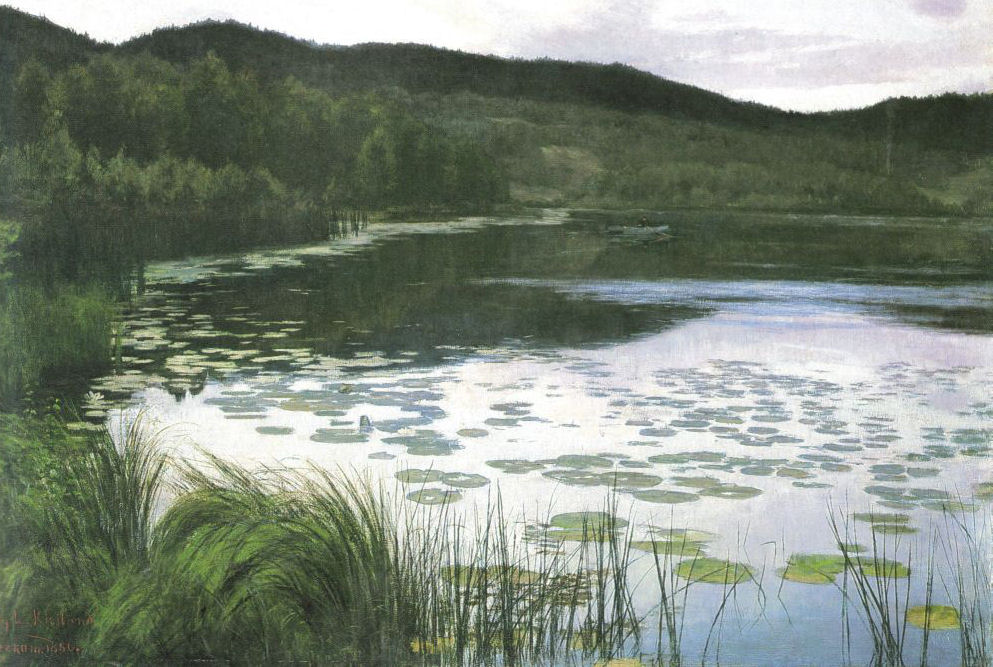
Nyári éjszaka
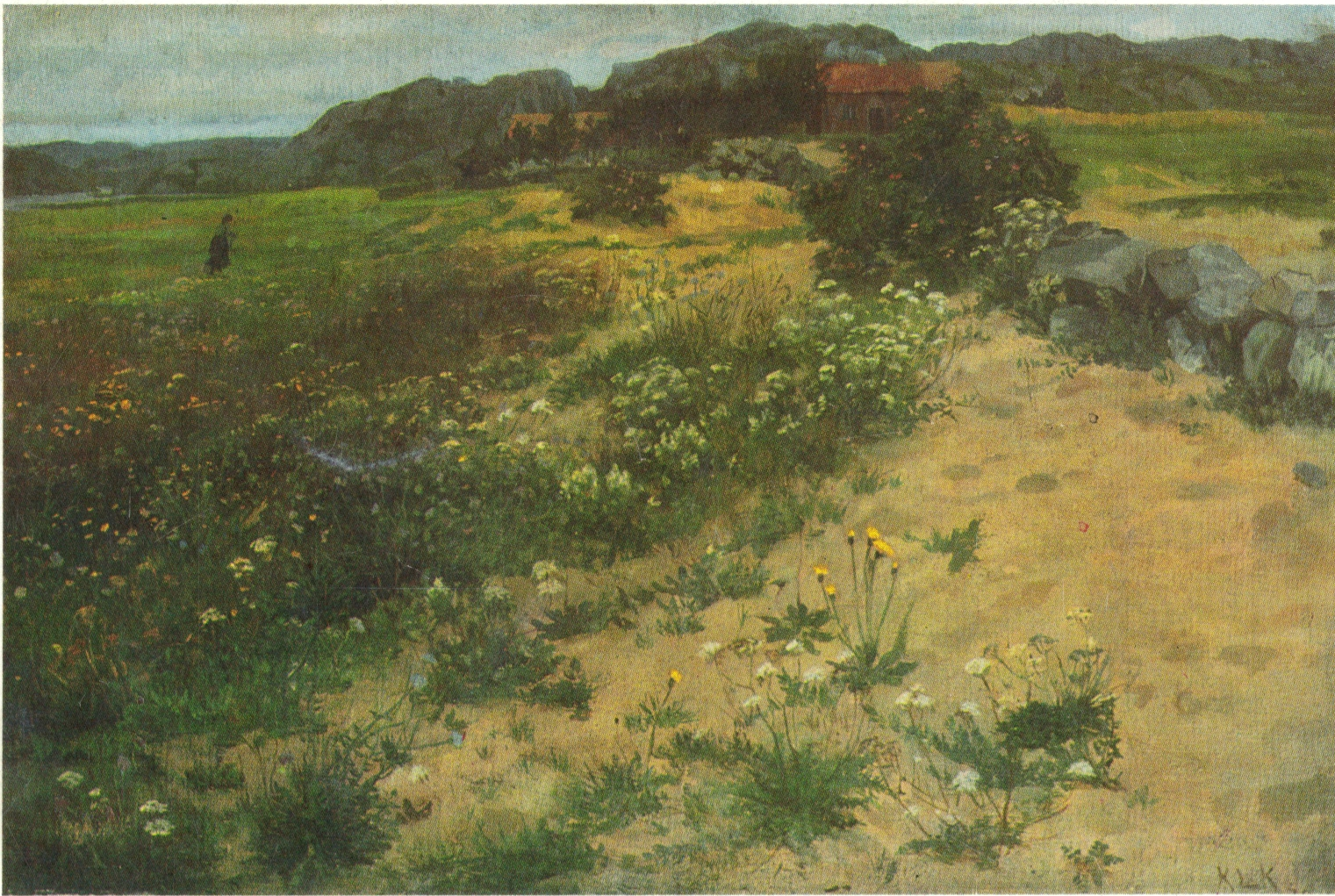
Jæren
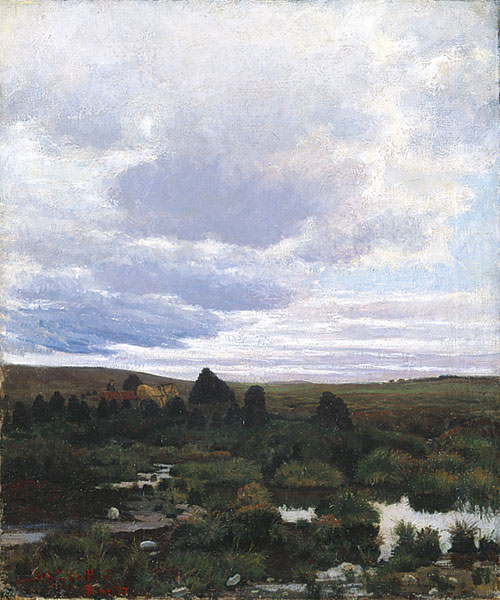
Dagadólápok Jærenben
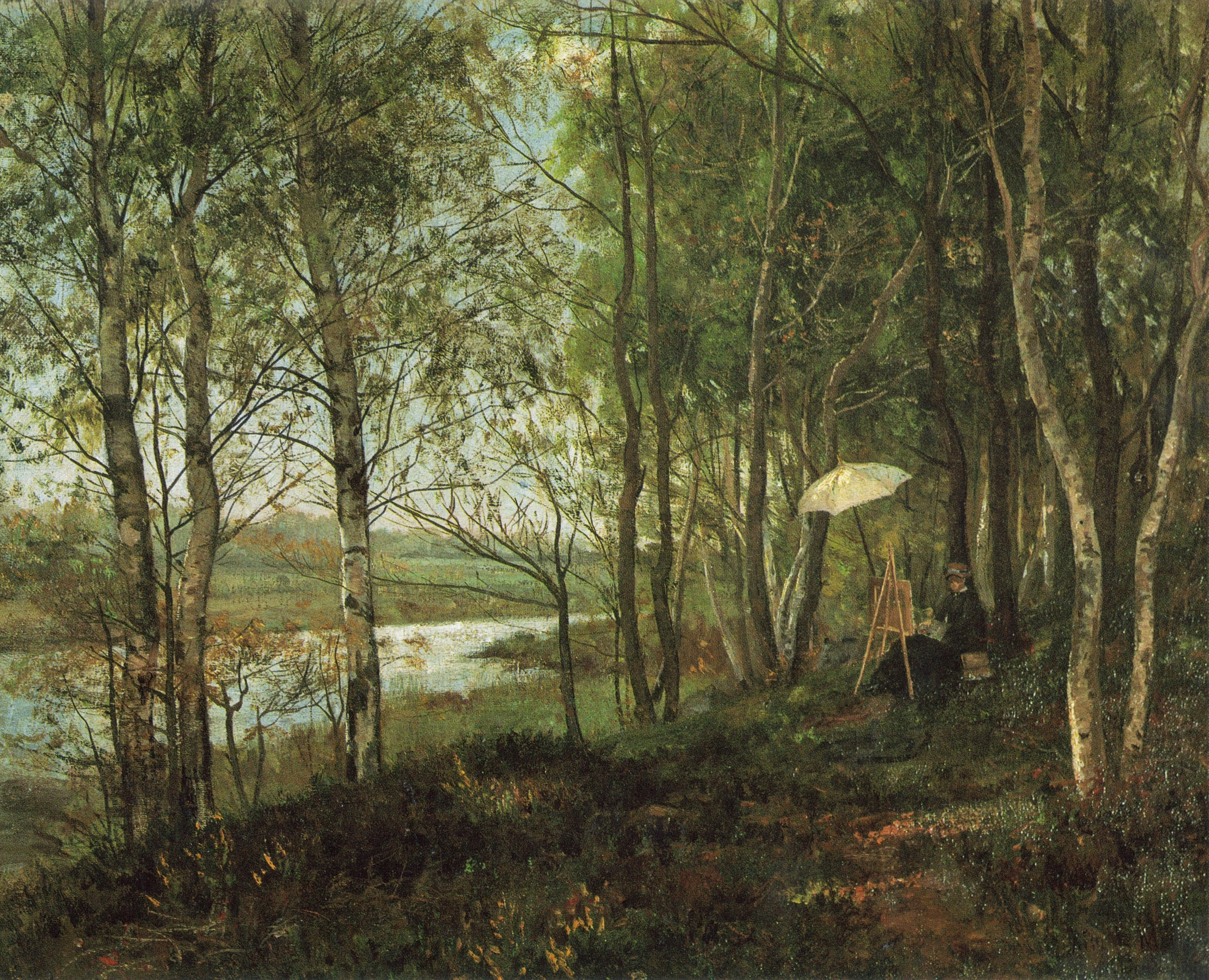
Tájkép – Cernay-la-Ville
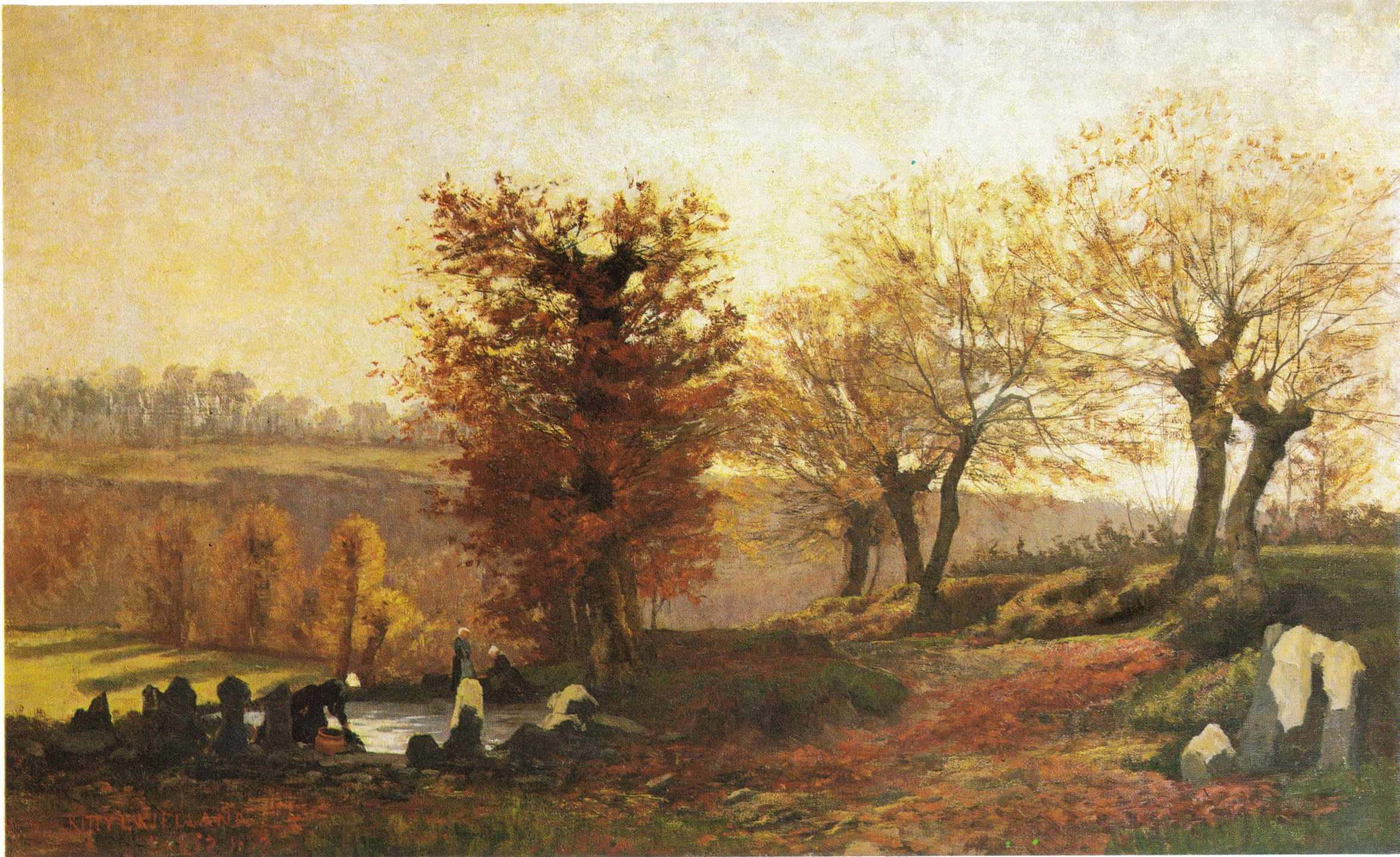
Mosó nők Bretagne-ban